# Jenny Tomasin
Jenny Tomasin (30 november 1936 - 18 januari 2012) was een Engels actrice bekend door haar rollen in Upstairs, Downstairs en Emmerdale.
Tomasin werd bekend in de vroege jaren zeventig, toen ze bij de cast van Upstairs, Downstairs als de niet al te snuggere keukenmeid Ruby Finch optrad. Ze bleef bij de serie tot het einde in 1975, en trad op in 41 afleveringen. Er werden plannen opgesteld voor een spin-offserie naar aanleiding van de verdere avonturen van Ruby met butler Hudson en kokkin Mrs. Bridges. De serie is nooit gemaakt na het overlijden van Angela Baddeley, die Mrs. Bridges speelde.
In de afgelopen jaren waren Tomasin's televisieoptredens  meestal beperkt tot items over haar tijd in Upstairs Downstairs, en haar moeilijkheden om werk te vinden in het acteursvak. Ze had een rol in het 1985 Doctor Who verhaal  Revelation of the Daleks.
Tussen 2005 en 2006 was zij lid van de cast van de soap Emmerdale als Noreen Bell , een chagrijnige dorpelinge, die werd vermoord in juli 2006.  Deze rol was haar tweede personage in de soap toen ze Naomi Tolly (1981-1982) speelde, dochter van Henoch Tolly, gedood bij een tractor ongeluk in de soap.
- International Standard Name Identifier: 0000 0000 5009 4384
- Library of Congress Control Number: nr2003012085
- Virtual International Authority File: 73796951
- WorldCat: E39PBJjHdQF8fQbyPMKjBhhPwC